# Cunya (Lima)
Cunya es una localidad peruana ubicada en el distrito de Huancapón, perteneciente a la provincia de Cajatambo del departamento de Lima, al centro oeste del Perú. 

## Ubicación
Cunya se ubica al norte de la provincia de Cajatambo, en el distrito de Huancapón, en el departamento de Lima.

## Demografía
En 2017 Cunya tenía una población de 1 habitante y 1 vivienda.
| Gráfica de evolución demográfica de Cunya entre 1993 y 2017 |
|                                                             |
| Fuentes: Población 1993 y 2017                              |